# Rue de l'Estrapade (film)
Rue de l'Estrapade è un film del 1953 diretto da Jacques Becker.